# Eduardo Ramos-Izquierdo
Eduardo Ramos-Izquierdo est un poète, écrivain et universitaire mexicain, né à Mexico en 1951.

## Biographie
À 12 ans, il intègre le Conservatoire national de musique du Mexique. En 1969, il entre à l’UNAM pour réaliser des études de mathématiques. Une fois terminées, il s’oriente, en 1975, vers la littérature et la philosophie. En 1977, Ramos-Izquierdo part en Europe pour poursuivre ses études. Après un doctorat sur Mallarmé et Paz, il s’installe définitivement en France, à Paris. En 1981, il y publie son premier recueil de poésie. Son deuxième livre paraît l'année suivante à Mexico. Par la suite, Eduardo Ramos-Izquierdo évolue dans son rapport à l’écriture. Il s’oriente également vers la fiction avec plusieurs recueils de nouvelles et un roman court, publiés dans les années 2000. Selon le critique et universitaire Stefano Tedeschi :
« Il y a de nombreuses facettes ludiques dans l'écriture de RIZQ [Ramos-Izquierdo] . Il y a tout d'abord l'aspect ludique de la littérature, les innombrables références livresques, les clins d'œil aux différents genres, qui provoquent le plaisir de faire réagir entre eux des éléments disparates […]. Mais il y a aussi le jeu mathématique, que j'ai évoqué plus haut : le jeu des combinaisons numériques, des symétries possibles et des correspondances numérologiques apparaît fascinant […]. Le fantastique n'est pas un événement à observer avec une attitude admirative, mais un mystère à déchiffrer, qui répond à des règles incompréhensibles mais fermes, un fantastique inévitable »
En parallèle à son œuvre littéraire, Ramos-Izquierdo a également enseigné dans diverses universités au Mexique et en France. A l'UNAM, il a enseigné aux facultés des sciences et de philosophie et lettres, où il a été l'assistant de Ramón Xirau. En France, il a occupé la chaire de littérature latino-américaine à Limoges, de 2004 à 2008, et à Sorbonne Université, de 2008 à 2020. Auteur de nombreux articles scientifiques, il a dirigé la revue Les Ateliers du SAL de 2012 à 2020. Ramos-Izquierdo est à l’origine du concept d’Écritures plurielles.

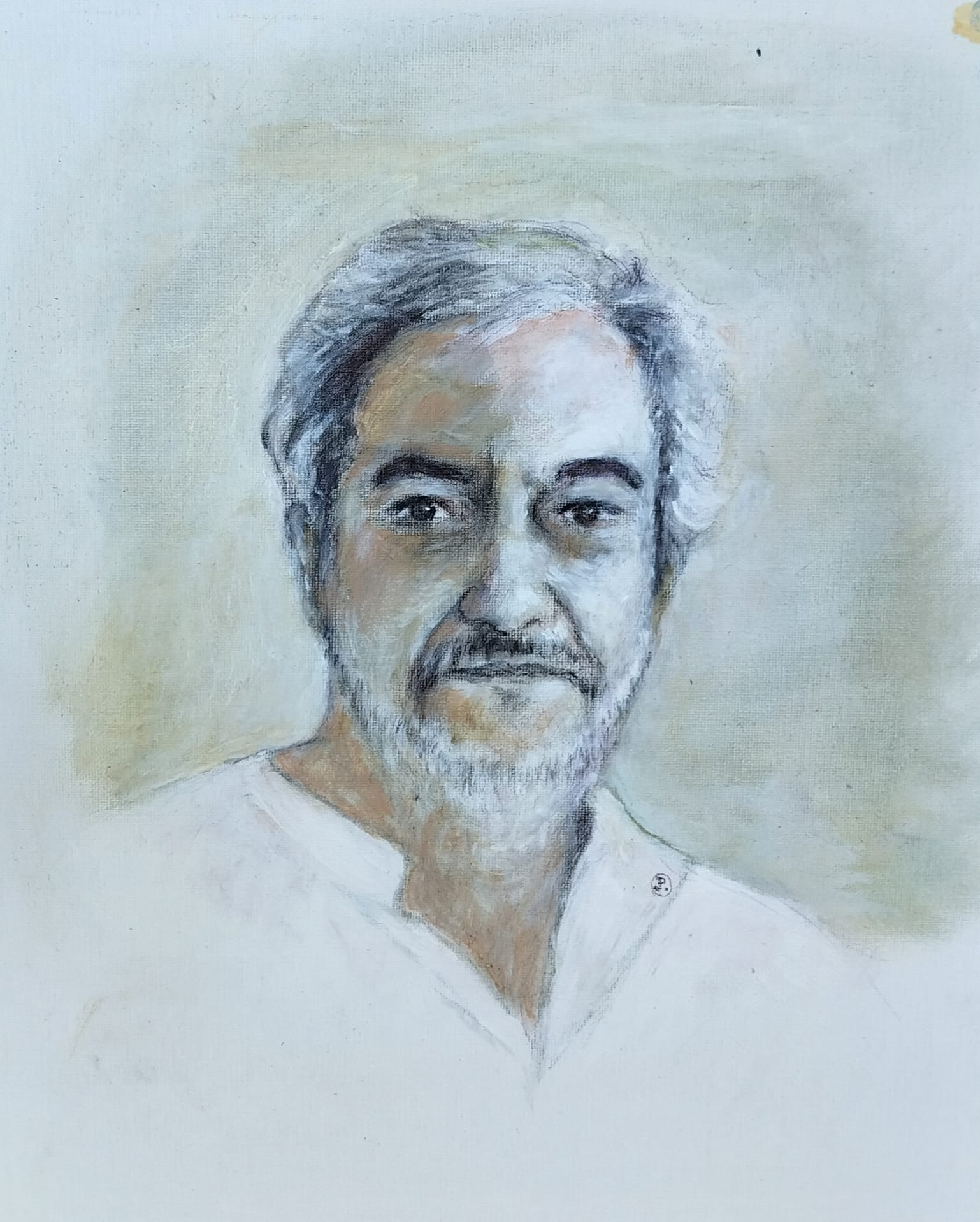
Portrait de Eduardo Ramos Izquierdo par Jean-Paul Duviols

## Œuvre

### Poésie
- i², Paris, Capitales, 1981, 72 p.
- 7, Mexico, Katún, 1982, 74 p.  (ISBN 978-968-430-018-7 et 978-968-430-018-7)
- En las orillas del tiempo (1981-2003), Mexico, Rilma 2, 2005, 190 p.  (ISBN 978-970-94583-0-5 et 978-970-94583-0-5)
- Poesía y poética (1978-2010), Séville, Arcibel, 2010, 344 p.  (ISBN 978-84-96980-89-1 et 978-84-96980-89-1)

### Roman
- En la zona prohibida, Mexico, Rilma 2, 2006, 74 p.  (ISBN 978-970-94583-1-2 et 978-970-94583-1-2) ; traduction en italien : Nella zona proibita, Salerno, Edizioni Arcoiris, 2012, 96 p.  (ISBN 978-88-96583-24-1)

### Nouvelles
- Los años vacíos, Mexico, Siglo XXI, 2002, 194 p.  (ISBN 978-968-23-2374-4 et 978-968-23-2374-4)
- La dama sombría, Mexico, El viejo pozo/Universidad Autónoma de Chiapas, 2003, 182 p.  (ISBN 978-968-7495-86-6 et 978-968-7495-86-6)
- La voz del mar, Mexico, Rilma 2, 2006, 132 p.  (ISBN 978-970-94583-2-9 et 978-970-94583-2-9)